# FN Five-seveN
FN Five-seveN — самозарядный пистолет, разработанный и производимый бельгийской фирмой Fabrique Nationale d'Herstal. Название представляет собой комбинацию, с одной стороны Five-seveN это «5-7» (5,7 — калибр оружия, который равен .224), а с другой - первая и последняя буквы названия, пишущиеся заглавными — это аббревиатура фирмы Fabrique Nationale.
Как пистолет-компаньон к пистолету-пулемету FN P90, Five-seveN обладает многими схожими характеристиками. Патрон 5,7×28 мм для пистолета-пулемёта P90 был разработан FN в начале 1990-х годов, а Five-seveN был разработан FN в конце девяностых, как пистолет, использующий тот же патрон. С момента своего появления он также предлагался в различных коммерческих исполнениях, в последнее время это Five-seveN USG.
Five-seveN обладает всё возрастающей популярностью на гражданском рынке, а характеристики пистолета также сделали его популярным в спецназе и других подобных сферах. К 2009 году Five-seveN использовался в более чем 300 правоохранительных учреждениях Соединённых Штатов. Национальная стрелковая ассоциация США (The National Rifle Association) добавила Five-seveN в стандарты тактических полицейских соревнований (англ. NRA Tactical Police Competition standards) в 2009 году.

## История
Патрон 5,7×28 мм для Five-seveN был впервые разработан вместе с пистолетом и пистолетом-пулеметом FN P90 в 90-х годах. Первый вариант патрона 5.7x28 мм, названный SS90, был представлен в конце 80-х. В дальнейшем этот патрон был улучшен и представлен в 1993-м как 5,7×28 мм SS190. SS190 имеет более тяжёлую и слегка укороченную 2 г (31 гран) пулю. Уменьшенная длина пули SS190 позволила более удобно использовать его в FN Five-seveN, который также разрабатывался в то время.
Вслед за выпуском патрона SS190, FN официально анонсировало пистолет Five-seveN в 1995 году. Затем прототип пистолета был предъявлен широкой публике в 1996. С некоторыми изменениями, вариант пистолета с УСМ только двойного действия поступил в производство в 1998. Вариант с УСМ одиночного действия, названный Five-seveN Tactical, был представлен немного позже. Five-seveN впервые поступил на вооружение в мае 2000 года, когда Национальная гвардия Кипра (греч. Εθνική Φρουρά) закупила 250 пистолетов для их группы спецназа.
В 2004 Five-seveN был представлен на гражданском рынке в варианте IOM (англ. Individual Officer Model),  с некоторыми отличиями от первоначальной модели в конструкции пистолета. Эти изменения включают появление планки Пикатинни, магазинный предохранитель (делает невозможным выстрел с вынутым магазином), и полностью регулируемые прицельные приспособления.
Дальнейшее развитие привело к появлению варианта Five-seveN USG, который получил более удобную спусковую скобу (прямоугольную) и, среди других изменений, сменную защёлку магазина. Модель USG последних выпусков предлагалась с различными вариантами отделки рамки и различными вариантами прицельных приспособлений.
В 2013 году была представлена новая модель Five-seveN MK2. В отличие от Five-seveN USG MK1, Five-seveN MK2 имеет улучшенную эргономику и слегка измененные прицельные приспособления. На данный момент FN Herstal предлагает только  модель MK2, а производство предыдущих моделей прекращено.
,,

## Описание
Five-seveN — это полноразмерный самозарядный пистолет, выполненный по схеме с полусвободным затвором, который использует патроны 5,7×28 мм. В его конструкции широко применяются полимеры. Общая длина пистолета 208 мм. Ствол изготовлен методом холодной ковки, хромированный, длиной в 122 мм, весом 113,4 г, длина нарезной части 94 мм. В стволе выполнены 8 правосторонних нарезов с шагом 1:231 мм. Заявленный ресурс 20 000 выстрелов. Вес 610 г без патронов или 744 г заряженный. Максимальная толщина пистолета 36 мм. Несмотря на значительную длину патрона 5,7×28 мм, используемого в Five-seveN, расстояние от спускового крючка до затыльника рукоятки равно 69.85 мм, оно точно такое же, как и у пистолета Beretta 92.
Современный вариант Five-seveN USG обладает УСМ одиночного действия с усилием спуска от 2 до 3 daN (примерно 2-3 кг). На пистолете есть планка Пикаттини М1913, а магазинный предохранительный механизм исключает возможность выстрела, если магазин вынут. Высота пистолета 145 мм со стандартными регулируемыми прицельными приспособлениями. Рукоятка покрыта рифлением и на каждой стороне кожух-затвора выполнена серия узких насечек для более надёжного хвата. Спусковой крючок и скоба также покрыты насечкой, чтобы исключить соскальзывание пальцев, спусковая скоба увеличена, чтобы облегчить стрельбу в перчатках. В настоящее время пистолет предлагается в двух вариантах отделки рамки, в дополнение к обычному чёрному — FDE (англ. Flat Dark Earth — тёмно-землистый) и ODG (англ. Olive Drab Green — оливковый). Начиная с 2009 года, он также предлагается с низкопрофильными фиксированными прицельными приспособлениями в дополнение к стандартным регулируемым.

### Боеприпасы
Наиболее значимая особенность Five-seveN — это патрон 5,7×28 мм с гильзой бутылочной формы, разработанный FN для этого пистолета. Этот патрон весит 6 г, практически в два раза меньше, чем стандартный патрон 9×19 мм Парабеллум, что позволяет с лёгкостью носить больший боезапас при одинаковой дульной энергии обоих патронов (около 500 Дж). Патрон также обладает более настильной траекторией и почти на 30 % меньшей отдачей, что улучшает управляемость пистолета. Но звук и вспышка выстрела, производимые патроном, значительны. Высокая скорость пули 5.7, а так же ее рысканье в преградах может нанести больше повреждений, чем стандартная оболочечная пистолетная пуля 9х19, однако многие эксперты сомневаются в надежном останавливающем действии легкой пули 5.7.
Одной из особенностей патрона в варианте SS190 является способность пробить кевларовый бронежилет CRISAT, используемый НАТО.
FN заявляет, что эффективная дальность стрельбы Five-seveN 50 м, а максимальная дальность полёта пули составляет 1500 м. Поскольку пуля патрона SS190 не склонна к фрагментации или экспансивности, оружие и патрон считаются разрешёнными для военного использования Гаагской конвенцией 1899 и 1907 гг., которая запрещает использование экспансивных и разрывных пуль при ведении боевых действий.

### Органы управления
Все органы управления (за исключением спускового крючка) на Five-seveN USG и более ранних вариантах выполнены из серого пластика, контрастирующего с чёрным полимерным корпусом. Похожим образом, все органы управления на Five-seveN в вариантах FDE и ODG выполнены из чёрного пластика, выделяющегося на фоне полимерных корпусов соответственно коричневого и оливкового цветов. Флажок разборки оружия расположен спереди на левой стороне корпуса оружия, а кнопка затворной задержки расположена на задней части. Флажок разборки и предохранитель защищены от случайного нажатия небольшими выступами на корпусе. Индикатор заряженности патронника, выполненный в форме штифта в небольшом отверстии, размещён на левой стороне затвора, он выглядывает наружу, если в патроннике есть патрон. Штифт выступает на 1,58 мм, что достаточно, чтобы при необходимости определить наощупь при слабом освещении.
Современный вариант Five-seveN USG обладает двухсторонним ручным предохранителем, флажок которого расположен над спусковым крючком на обеих сторонах корпуса. До него легко достать указательным пальцем стреляющей руки, либо большим пальцем поддерживающей. Когда пистолет снят с предохранителя и готов к стрельбе, видна красная метка. Защёлка магазина расположена в месте соединения спусковой скобы с рукояткой, она имеет форму квадратной кнопки, которая может быть переставлена на другую сторону оружия для левшей.

### Магазин
Five-seveN снаряжается 20-зарядным магазином, либо 10-зарядным при законодательных ограничениях. Также к нему подходит удлинённый 30-зарядный магазин, который выступает на 38 мм из рукоятки пистолета. Магазины для Five-seveN выполнены из пластика, со стальными вставками в губках. В отличие от традиционных пистолетных магазинов, губки магазина Five-seveN рассчитаны на двухрядную подачу патронов, что значительно упрощает перезарядку магазинов. Четыре отверстия на левой стороне магазина дают возможность оценить количество патронов в нём, а на основании магазина есть небольшой выступ под палец.

### Прицелы и аксессуары
Современный вариант USG предлагается с полностью регулируемыми или фиксированными прицельными приспособлениями. Регулируемые прицельные приспособления рассчитаны на 91,44 м. Они состоят из мушки, толщиной 3,61 мм, высотой 9,19 мм и целика с квадратной прорезью шириной 2,92 мм. Прицельная линия 177,8 мм. Фиксированные прицельные приспособления C-More, позволяющие регулировать только боковой снос, предлагаются как упрощённая альтернатива регулируемым прицельным приспособлениям. Стандартный прицел рассчитан на 7,62 м при использовании патрона SS195LF. Он также предлагается с тритиевыми вставками для использования в условиях плохой освещённости.
В комплекте с Five-seveN поставляется запирающийся чемоданчик для хранения ключей и аксессуаров, инструмент для смены защёлки магазина, инструмент регулировки прицела (не поставляется с фиксированными прицельными приспособлениями), набор для чистки, руководство пользователя, и три 10- или 20-зарядных магазина. На планку Пикаттини M1913 можно установить различные тактические фонари и лазерные целеуказатели. При использовании специального удлинённого ствола, на пистолет также можно поставить различные глушители звука выстрела — например, такой как глушитель SFN57, разработанный в 1998 г. фирмой Gemtech специально для Five-seveN. Этот глушитель имеет 147 мм в длину, диаметр 32 мм и весит 147 г. Также глушители для Five-seveN предлагают фирмы AAC, Silencerco и другие.